# 선유도 (군산시)
선유도(仙遊島)는 전북특별자치도 군산시 옥도면 선유도리의 섬으로, 고군산군도의 중심지이자 관광지로 유명하다. 면적은 2.13 km2, 해안선 길이는 12.8 km이다.

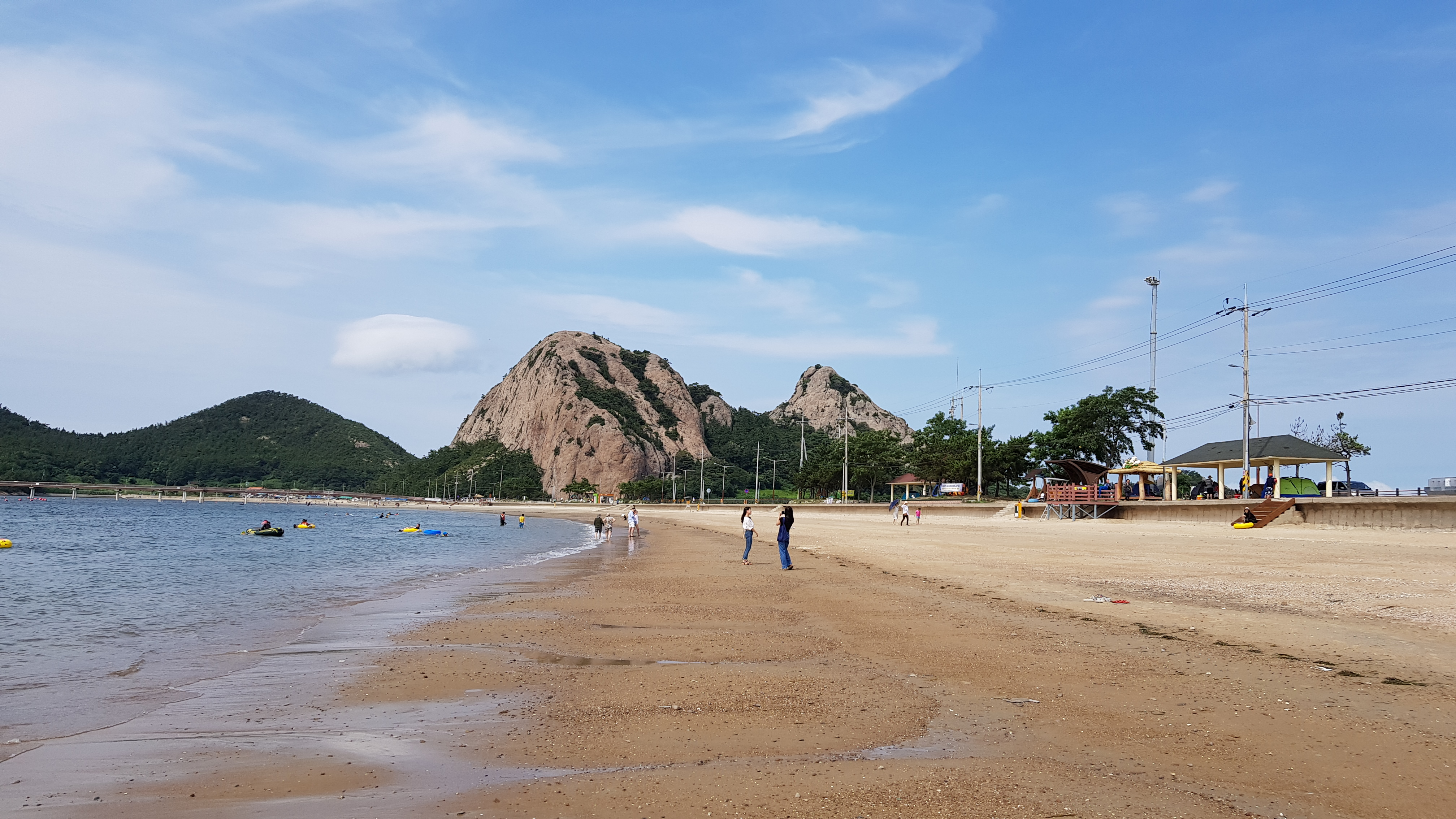
선유도 (군산시)

## 역사
선유도라는 이름은 섬의 경치가 매우 아름다워 신선이 놀았다 하여 부르게 된 것이라고 전하는데, 이 섬의 본래 이름은 군산도(群山島)였다.
고려시대에는 고려-송나라 무역로의 기항지였을 뿐만 아니라, 최무선이 왜구와의 전투에서 승리한 진포해전(鎭浦海戰)의 기지였다. 고려 때에 수군(水軍) 기지를 두고 군산진(群山鎭)이라 불렀는데, 조선 세종대왕 때에 수군 기지가 육지로 이전하면서 '군산'이라는 원래의 이름은 기지가 옮긴 육지로 가고, 이 지역에는 이름 앞에 '고'(古)자가 붙었다.
특히, 이순신 장군이 명량해전 승리 후 이곳에서 열하루 동안 머물며 전열을 재정비하는 등 임진왜란 때는 함선의 정박기지로 기능을 수행했던 해상요지였다. 선유도의 중심 마을인 진말(鎭里)은 군산진(群山鎭)이 있었던 곳으로, 마을 이름에 수군기지가 있었던 흔적을 가지고 있다.

## 지질
선유도의 지질은 중생대 백악기에 형성된 화산암으로 구성되어 있다.
- 야미도 유문암(Kyrh; yami island rhyolite)은 야미도를 비롯하여 동에서 서로, 신시도, 무녀도, 선유도, 곶리도, 그리고 조그마한 섬인 계도, 시투섬, 살막섬, 박섬, 백포섬 등에 분포하며 선유도 내에서는 남악산 주변과 선유도리 남동부에 분포한다. 야미도 유문암은 유동 구조를 현저히 잘 발달되기도 하나 괴상(塊狀)인 경우도 적지 않다. 야미도 유문암은 신선한 노두에서 회색을 띠나 대개 백색을 띠는 경우가 많다. 야미도 지역 시료로부터 추출한 지르콘을 SHRIMP 분석한 결과 야미도 유문암의 암석 연령이 93.6±2.1Ma (9300만 년 전)로 나타났으며 부안 화산암체의 암석 연령이 8~9천만년 전인 것을 감안할 때 선유도 일대 화산체의 형성이 부안 화산체보다 약간 이른 시기에 있었던 것으로 보인다.[3]
- 선유도 유문각력암(Ksrb; seonyu island rhyolite breccia)은 선유도를 중심으로 대장도, 장자도, 솔섬, 닭섬 등지에 분포하며 이 지역의 유문암은 파쇄되어 다른 유문암과는 구별된다. 선유도리 서부와 망주봉(109.5 m) 주변에 분포하는 이 암석은 하얀 암석이 그대로 노출되어 있어 위성 사진으로도 그 분포 지역을 알 수 있다. 이 암석은 선유도 일대 화산체의 중서부에 위치하며 화산체 분출과 이에 따른 화도의 붕락 과정에서 형성되었거나 중첩되는 분출 과정에서 형성되었을 것으로 보인다. 다시 말하면 이 유문각력암의 존재는 이 분포지가 화산체의 중심부에 해당될 것으로 추정할 수 있다. 유문각력암(rhyolite breccia)은 대개 유문암이 파쇄되어 기질과 입자 모두 유문암 기원의 물질로 구성되어 있으며, 각력은 경우에 따라 원마도가 높은 경우도 있어 외견상 역암처럼 보이는 곳도 있다.[3]

## 지리
섬은 남섬과 북섬으로 나눌 수 있는데, 남섬이 0.9 km2, 북섬이 1.2 km2이며, 그 사이에 긴 사주(砂洲)가 발달되어 하나의 섬으로 연결하고 있다. 사주의 동쪽에는 갯벌이 넓게 펼쳐져 있다. 북섬의 남쪽에는 망주봉(104.5 m), 북쪽에는 남악산(155.6 m), 남섬의 서쪽에는 선유봉(111 m)이 있다.
취락은 남섬에 집중되어 있는데, 남섬 북쪽에는 진말(鎭里)이, 남쪽에는 통개 마을(通里)이 있다. 북섬에는 새터(샛터), 밭너머(田越里), 남악(南岳里) 등 3개 소규모 마을이 있다. 주민들은 대부분 어업과 관광 관련 산업에 종사한다. 연근해에서는 멸치·조기·바지락·꼴뚜기·주꾸미 등이 많이 잡히며, 김과 굴 양식이 이루어진다. 농산물로 쌀·보리·고구마·마늘·고추 등이 소량 생산된다.
섬의 중심인 진말에 초·중학교, 보건지소, 우체국이 있다.

## 선유8경
남섬과 북섬을 잇는 명사십리(明沙十里)의 선유도 해수욕장은 길이 1.3 km, 폭 50m 규모의 백사장이 펼쳐져 있는데, 고운 모래와 깨끗한 바닷물, 기암절벽과 낙조(노을)가 아름답기로 유명하다.
- 귀양간 선비가 임금을 그리며 흘리는 눈물같다는 망주폭포(望主瀑布)
- 10리 길이의 모래사장으로 유명한 선유도 명사십리(明沙十里)
- 모래사장에서 자라난 팽나무가 마치 기러기 내려앉은 모습과 같다는 평사낙안(平沙落雁)
- 선유도 앞에 있는 3개의 섬의 모습이 마치 돛단배가 섬으로 들어오는 것처럼 보인다는 삼도귀범(三島歸帆)
- 장자도 앞바다에서 밤에 조업하는 어선들의 불빛을 뜻하는 장자어화(壯子漁火)
- 방축도, 명도, 말도 3개 섬의 12개 봉우리가 마치 여러 무사들이 서있는 것 같다는 무산십이봉(無山十二峯)
- 신시도의 고운 단풍이 달빛 그림자와 함께 바다에 비친다는 월영단풍(月影丹楓)
- 석양이 지는 바다가 붉게 물들어 장관을 이루는 선유낙조(仙遊落照)

## 교 통

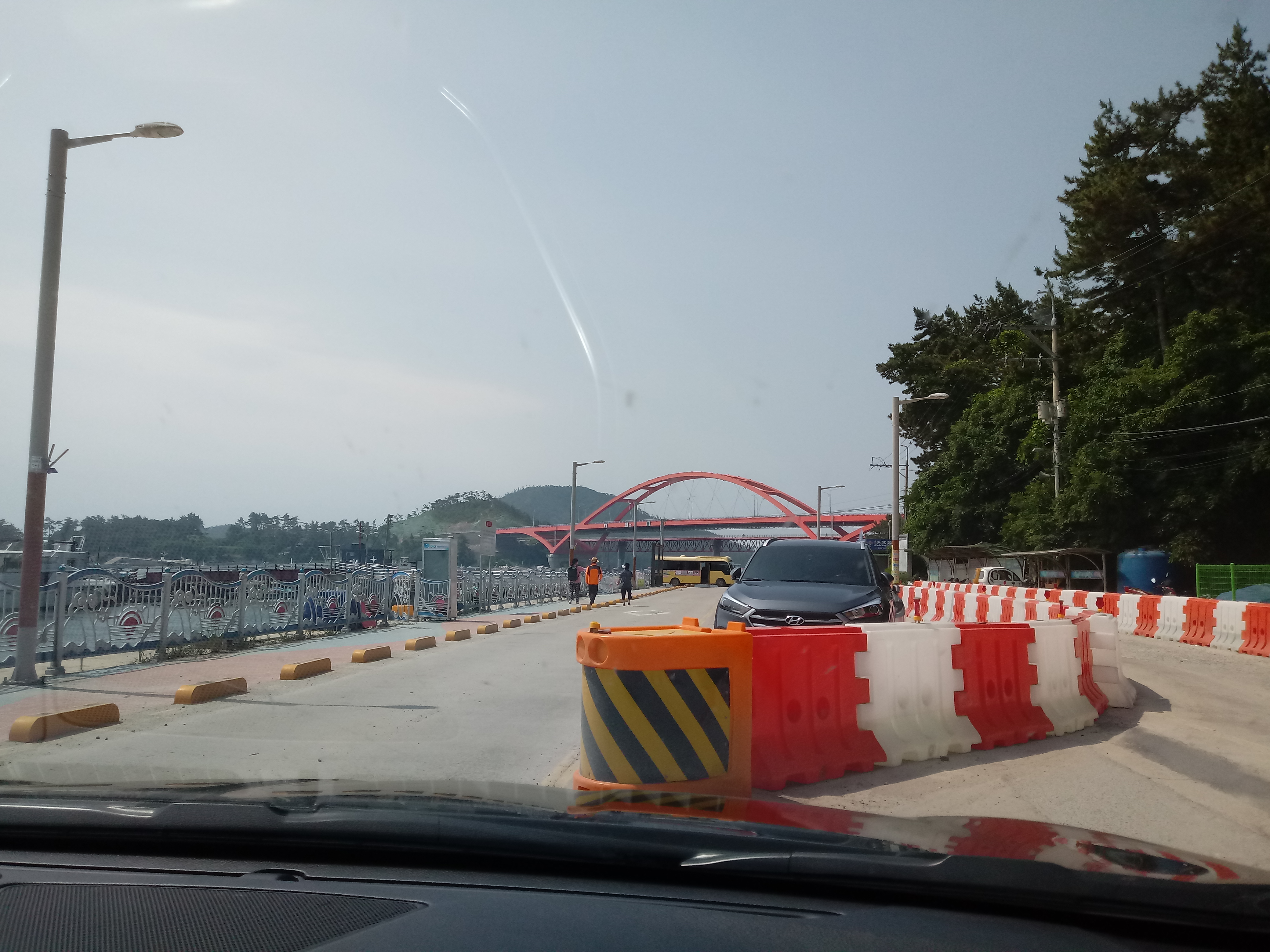
선유교. 2018년 6월

2017년 12월 28일에 새만금방조제와 고군산군도의 주요 섬들(선유도, 신시도, 무녀도, 장자도)을 연결하는 왕복 2차선의 고군산로가 개통되어 육지와 연결되었다. 이 도로는 2007년 직도 사격장 허가의 보상차원에서 2009년부터 건설되었는데, 국비 지원의 차질과 시공사의 부도 등으로 인하여 공사가 지연되어 당초 계획보다 4년 늦게 개통되었다. 이 중 선유도와 무녀도를 잇는 다리는 선유교(仙遊橋)라고 한다. 이 도로의 개통 전에 주민과 관광객은 주로 군산항 연안여객터미널에서 운항되는 정기 여객선을 이용해 육지와 교통하였다.
선유도는 이미 1986년 12월에 선유구교(仙遊舊橋)와 장자구교에 의해 각각 동쪽의 무녀도, 서쪽의 장자도와 연결되었는데, 두 다리는 길이 268 m, 폭 3 m, 높이 30 m, 설계하중 0.5톤(500kg)까지 똑같은 쌍둥이 다리이다. 좁은 폭과 설계하중 때문에 오토바이 정도까지만 이용할 수 있고, 장자구교는 2011년 8월 8일 해상 크레인이 충돌해 다리 상판이 절단되는 사고까지 있어서 오토바이도 다닐 수 없다.

## 같이 보기
- 고군산군도
- 선유도항
- 군산 선유도 망주봉 일원 - 명승 제113호